# 東京都立烏山工業高等学校
東京都立烏山工業高等学校（とうきょうとりつ からすやまこうぎょうこうとうがっこう）は、かつて東京都世田谷区北烏山にあった東京都立工業高等学校。略称は烏高・烏工（からこう）。
統合により2002年（平成14年）3月に閉校し、総合学科の世田谷泉高等学校となった。

## 概要・歴史
1959年、文部省（現：文部科学省）のモデル工業高校として開校。当時は東洋一と呼ばれる施設を有し、優秀な生徒が集まっていた。
その後、ブラックエンペラーとその連合組織である関東連合の台頭などにより、徐々に入学希望者の質が悪化。入学試験の数学では、10点以下の生徒が60人という年も出るようになった。学校側は中学校の授業についていけなかった生徒に補習事業を用意したが生徒側が拒絶、対立構造が生じた。
1970年代に入ると生徒の非行や暴力事件も多発し手に負えない状況となったため、1974年から学校側は学習態度が悪い生徒に対して早期に進路を転換するよう働きかけを始めた。この結果、同年の入学者310人からは退学者が続出し、卒業時に210人に減ることとなった。
1978年に行われた日本教職員組合（日教組）の教育研究全国集会において烏山工業高校の報告が行われると「新入生の1/3を退学させておいて教育といえるのか」との反論も出たが、生徒の質は向上していった。
2001年4月に公立代々木高等学校、明正高等学校定時制課程の3校と統合し、校舎を増改築して世田谷泉高等学校を開校。翌年の2002年3月に閉校となった。
在学生のほとんどが男子生徒であった本校時代と一変し、現在では女子生徒が大半を占める高校となった

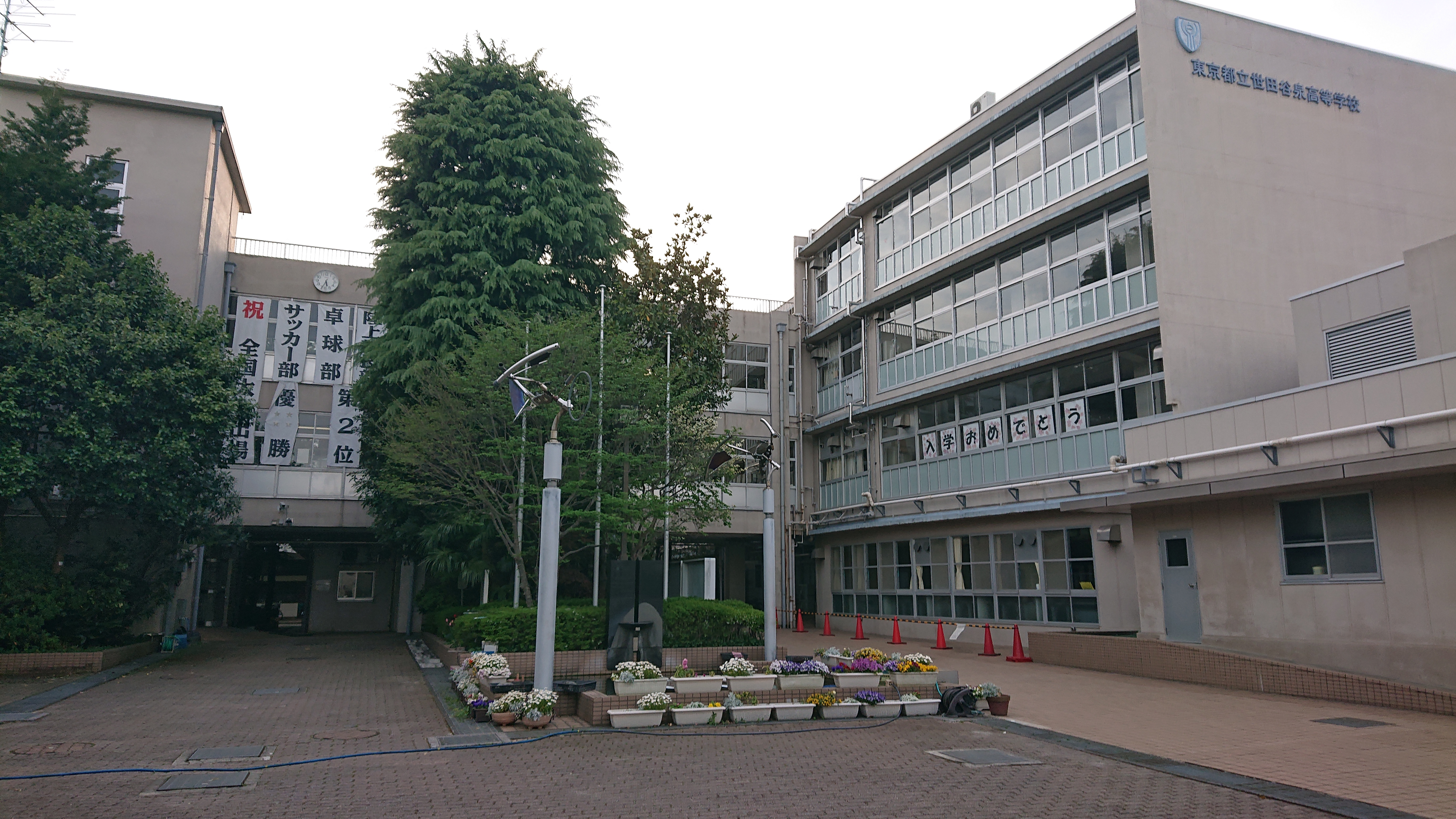
統合後の世田谷泉高等学校

## 所在地
- 〒157-0061 世田谷区北烏山九丁目22-1

（跡地・引継校は、世田谷泉高等学校となっている）

## 著名な出身者
- 本間優二（中退） - 元俳優、ブラックエンペラー（関東連合）の元3代目総長。